# Liste des épisodes de Henry Danger
 (décembre 2021).
Si vous disposez d'ouvrages ou d'articles de référence ou si vous connaissez des sites web de qualité traitant du thème abordé ici, merci de compléter l'article en donnant les références utiles à sa vérifiabilité et en les liant à la section « Notes et références ».
Cet article présente la liste des épisodes de la série américaine Henry Danger diffusée depuis le 26 juillet 2014 sur Nickelodeon aux États-Unis, et depuis le 23 mars 2015 en France sur Nickelodeon France.
À l'issue de la cinquième saison (la dernière), on dénombre 128 épisodes.

## Panorama des saisons
| Saison | Saison | Épisodes | États-Unis        | États-Unis      |
| Saison | Saison | Épisodes | Début de saison   | Fin de saison   |
| ------ | ------ | -------- | ----------------- | --------------- |
|        | 1      | 26       | 26 juillet 2014   | 16 mai 2015     |
|        | 2      | 19       | 12 septembre 2015 | 17 juillet 2016 |
|        | 3      | 20       | 17 septembre 2016 | 7 octobre 2017  |

## Liste des épisodes

### Saison 1 (2014-2015)
La première saison de la série est diffusée à partir du 26 juillet 2014.
| №    | #    | Titre français                    | Titre original            | Première diffusion   | Code prod. |
| ---- | ---- | --------------------------------- | ------------------------- | -------------------- | ---------- |
| 12   | 12   | Le Danger Commence                | The Danger Begins         | 26 juillet 2014      | 101102     |
| 3    | 3    | Plus de danger, plus de problèmes | Mo' Danger, Mo' Problems  | 13 septembre 2014    | 103        |
| 4    | 4    | Le secret dévoilé                 | The Secret Gets Out       | 20 septembre 2014    | 104        |
| 5    | 5    | Les larmes du scarabée joyeux     | Tears of the Jolly Beetle | 27 septembre 2014    | 105        |
| 6    | 6    | Le prof remplaçant                | Substitute Teacher        | 4 octobre 2014       | 106        |
| 7    | 7    | Kid Jasper                        | Jasper Danger             | 18 octobre 2014      | 107        |
| 8    | 8    | Le caillou de l'espace            | The Space Rock            | 1er novembre 2014    | 108        |
| 9    | 9    | Mauvais anniversaire              | Birthday Girl Down        | 8 novembre 2014      | 109        |
| 10   | 10   | Un Schwoz sinon rien              | Too Much Game             | 15 novembre 2014     | 110        |
| 11   | 11   | Henry la bête humaine             | Henry the Man-Beast       | 22 novembre 2014     | 111        |
| 12   | 12   | Brad l'invisible                  | Invisible Brad            | 10 janvier 2015      | 112        |
| 13   | 13   | Spoiler alerte                    | Spoiler Alert             | 24 janvier 2015      | 113        |
| 14   | 14   | Vol sans effraction               | Let's Make a Steal        | 31 janvier 2015      | 114        |
| 15   | 15   | Le supervolcan                    | Super Volcano             | 7 février 2015       | 115        |
| 16   | 16   | Une Saint-Valentin mouvementée    | My Phony Valentine        | 14 février 2015      | 116        |
| 17   | 17   | Enfermés                          | Caved In                  | 25 février 2015      | 117        |
| 18   | 18   | Le baiser dans l'ascenseur        | Elevator Kiss             | 7 mars 2015          | 118        |
| 19   | 19   | L'homme de la maison              | Man of the House          | 14 mars 2015         | 119        |
| 20   | 20   | Exterminateurs de rêve            | Dream Busters             | 21 mars 2015         | 120        |
| 21   | 21   | Privé de sortie                   | Kid Grounded              | 4 avril 2015         | 121        |
| 22   | 22   | Super zéro                        | Captain Jerk              | 11 avril 2015        | 122        |
| 23   | 23   | Un seau contre un secret          | The Bucket Trap           | 18 avril 2015        | 123        |
| 2425 | 2425 | La fille du gang                  | Henry & the Bad Girl      | 2 mai 20159 mai 2015 | 124125     |
| 26   | 26   | La vraie petite amie de Jasper    | Jasper's Real Girlfriend  | 16 mai 2015          | 126        |

### Saison 2 (2015-2016)
Le 18 novembre 2014, la série est renouvelée pour une deuxième saison, diffusée à partir du 12 septembre 2015.
| №    | #    | Titre français                                     | Titre original                                     | Première diffusion                 | Code prod. |
| ---- | ---- | -------------------------------------------------- | -------------------------------------------------- | ---------------------------------- | ---------- |
| 27   | 1    | Rappera bien qui rappera le dernier                | The Beat Goes On                                   | 12 septembre 2015                  | 201        |
| 2829 | 23   | Trois filles et un Henry                           | One Henry, Three Girls                             | 19 septembre 201526 septembre 2015 | 202203     |
| 30   | 4    | Henry et les piverts                               | Henry and the Woodpeckers                          | 3 octobre 2015                     | 204        |
| 31   | 5    | Captain Man absent                                 | Captain Man: On Vacation                           | 10 octobre 2015                    | 205        |
| 32   | 6    | Le Bouffon du temps                                | The Time Jerker                                    | 7 novembre 2015                    | 206        |
| 33   | 7    | Bœuf mystère                                       | Secret Beef                                        | 14 novembre 2015                   | 207        |
| 34   | 8    | Henry le jaloux                                    | Henry's Jelly                                      | 21 novembre 2015                   | 208        |
| 35   | 9    | Les lois de Noël                                   | Christmas Danger                                   | 28 novembre 2015                   | 209        |
| 3637 | 1011 | Henry Indestructible                               | Indestructible Henry                               | 19 mars 201626 mars 2016           | 210211     |
| 38   | 12   | Message, mensonges et vidéo                        | Text, Lies & Video                                 | 9 avril 2016                       | 212        |
| 39   | 13   | Le monde à l’envers                                | Opposite Universe                                  | 16 avril 2016                      | 213        |
| 40   | 14   | Six pieds sous terre                               | Grave Danger                                       | 23 avril 2016                      | 217        |
| 41   | 15   | La peste boutonneuse                               | Ox Pox                                             | 30 avril 2016                      | 218        |
| 42   | 16   | Double Henry                                       | Twin Henrys                                        | 7 mai 2016                         | 216        |
| 4344 | 1718 | Danger et Thunder (cross-over avec Les Thunderman) | Danger et Thunder (cross-over avec Les Thunderman) | 18 juin 2016                       | 214215     |
| 45   | 19   | Je connais ton secret                              | I Know Your Secret                                 | 17 juillet 2016                    | 219        |

### Saison 3 (2016-2017)
Le 2 mars 2016, la série est renouvelée pour une troisième saison, diffusée à partir du 17 septembre 2016 jusqu’au 7 octobre 2017.
| №    | #    | Titre français                        | Titre original              | Première diffusion                 | Code prod. |
| ---- | ---- | ------------------------------------- | --------------------------- | ---------------------------------- | ---------- |
| 46   | 1    | La Piñata de la Mort                  | A Fiñata Full Of Death Bugs | 17 septembre 2016                  | 301        |
| 47   | 2    | Les muffins de l'amour                | Love Muffin                 | 24 septembre 2016                  | 302        |
| 48   | 3    | Bienvenue au Bidule Show !            | Scream Machine              | 1er octobre 2016                   | 303        |
| 49   | 4    | Il faut sauver Jasper                 | Mouth Candy                 | 8 octobre 2016                     | 305        |
| 50   | 5    | Le vote                               | The Trouble With Frittles   | 5 novembre 2016                    | 304        |
| 5152 | 67   | Super assistant cherche super pouvoir | Hour of Power               | 11 novembre 2016                   | 307308     |
| 53   | 8    | Trampo-prisonnier                     | Dodging Danger              | 3 décembre 2016                    | 311        |
| 54   | 9    | Rencard traquenard                    | Double Date Danger          | 11 février 2017                    | 314        |
| 5556 | 1011 | Les envahisseurs de l'espace          | Space Invaders              | 11 mars 201718 mars 2017           | 312313     |
| 57   | 12   | Alerte au gaz                         | Gas Or Fail                 | 25 mars 2017                       | 306        |
| 58   | 13   | Colériques anonymes                   | JAM Session                 | 8 avril 2017                       | 309        |
| 59   | 14   | Permis de voler                       | Licence to Fly              | 15 avril 2017                      | 315        |
| 60   | 15   | La maladie de Schwoz                  | Green Fingers               | 22 avril 2017                      | 310        |
| 61   | 16   | Coincés !                             | Stuck in Two Holes          | 29 avril 2017                      | 317        |
| 6263 | 1718 | Cauchemar en direct                   | Live and Dangerous          | 16 septembre 201730 septembre 2017 | 319320     |
| 65   | 19   | Les Ballons de la Haine               | Balloons of Doom            | 7 octobre 2017                     | 318        |
| 66   | 20   | Swellview a beaucoup de Talent        | Swellview’s Got Talent      | 7 octobre 2017                     | 316        |

### Saison 4 (2017-2018)
Le 16 novembre 2016, la série est renouvelée pour une quatrième saison qui est diffusée du 21 octobre 2017 au 20 octobre 2018.
| №      | #   | Titre français                              | Titre original                              | Première diffusion       | Code prod. |
| ------ | --- | ------------------------------------------- | ------------------------------------------- | ------------------------ | ---------- |
| 66     | 1   | Le malade espionné                          | Sick & Wired                                | 21 octobre 2017          | 404        |
| 67     | 2   | Bysh vs Charlotte                           | Brawl in the Wall                           | 4 novembre 2017          | 405        |
| 68     | 3   | Le challenge boîte à cailloux               | The Rock Box Dump                           | 11 novembre 2017         | 406        |
| 697071 | 456 | Danger Games (cross-over avec Game Shakers) | Danger Games (cross-over avec Game Shakers) | 25 novembre 2017         | 401402403  |
| 72     | 7   | Animés par l'aventure                       | Toon in for Danger                          | 15 janvier 2018          | 411        |
| 73     | 8   | Rencontre romantique                        | Meet Cute Crush                             | 10 février 2018          | 418        |
| 7475   | 910 | Retour vers le danger                       | Back to the Danger                          | 24 mars 201831 mars 2018 | 407408     |
| 76     | 11  | Coupes budgétaires                          | Budget Cuts                                 | 7 avril 2018             | 410        |
| 77     | 12  | La voleuse de diamants                      | Diamonds Are for Heather                    | 14 avril 2018            | 417        |
| 78     | 13  | Sur la route                                | Car Trek                                    | 28 avril 2018            | 412        |
| 79     | 14  | Bambin-destructible                         | Toddler Invasion                            | 5 mai 2018               | 416        |
| 80     | 15  | Captain Man-kini                            | Captain Man-kini                            | 12 mai 2018              | 420        |
| 81     | 16  | La feinte du samedi soir                    | Saturday Night Lies                         | 19 mai 2018              | 414        |
| 82     | 17  | Le problème de Frittle de Henry             | Henry's Frittle Problem                     | 22 septembre 2018        | 415        |
| 83     | 18  | L’orthographe, c'est pas facile             | Speling Bee Hard                            | 29 septembre 2018        | 419        |
| 84     | 19  | Canard en plastoc                           | Rubber Duck                                 | 2 octobre 2018           | 409        |
| 85     | 20  | Par l’escalier                              | Up the Stairs                               | 6 octobre 2018           | 422        |
| 86     | 21  | Danger Things                               | Danger Things                               | 8 octobre 2018           | 502        |
| 87     | 22  | Le ramollogaz                               | Flabber Gassed                              | 20 octobre 2018          | 501        |

### Saison 5 (2018-2020)
Le 27 juillet 2018, la série est renouvelée pour une cinquième saison qui est diffusée du 3 novembre 2018 au 21 mars 2020.
| №      | #    | Titre français                                                        | Titre français                                                        | Titre original                                           | Première diffusion                 | Code prod. |
| ------ | ---- | --------------------------------------------------------------------- | --------------------------------------------------------------------- | -------------------------------------------------------- | ---------------------------------- | ---------- |
| 88     | 1    | Joyeux anniversaire, Henry                                            | Joyeux anniversaire, Henry                                            | Henry's Birthday                                         | 3 novembre 2018                    | 503        |
| 89     | 2    | Susie la sifflette                                                    | Susie la sifflette                                                    | Whistlin’ Susie                                          | 10 novembre 2018                   | 504        |
| 90     | 3    | Super Bataille                                                        | Super Bataille                                                        | Thumb War                                                | 17 novembre 2018                   | 413        |
| 91     | 4    | Super Bataille                                                        | Super Bataille                                                        | Thumb War                                                | 17 novembre 2018                   | 421        |
| 92     | 5    | La grande Cactus Con                                                  | La grande Cactus Con                                                  | The Great Cactus Con                                     | 24 novembre 2018                   | 505        |
| 93     | 6    | Soif de pouvoirs                                                      | Une Nouvelle Menace                                                   | Part 1: A New Evil                                       | 5 janvier 2019                     | 506        |
| 94     | 7    | Soif de pouvoirs                                                      | Une Nouvelle Obscurité                                                | Part 2: A New Darkness                                   | 12 janvier 2019                    | 507        |
| 95     | 8    | Soif de pouvoirs                                                      | Un Nouveau Héros                                                      | Part 3: A New Hero                                       | 19 janvier 2019                    | 508        |
| 96     | 9    | Le bras cassé                                                         | Le bras cassé                                                         | Broken Armed and Dangerous                               | 26 janvier 2019                    | 510        |
| 97     | 10   | Attention, Chevalier Méchant (cross-over avec L'école des chevaliers) | Attention, Chevalier Méchant (cross-over avec L'école des chevaliers) | Knight & Danger (cross-over avec L'école des chevaliers) | 2 février 2019                     | 509        |
| 98     | 11   | Grand Theft Otto                                                      | Grand Theft Otto                                                      | Grand Theft Otto                                         | 9 février 2019                     | 511        |
| 99     | 12   | Toute la famille Bilsky                                               | Toute la famille Bilsky                                               | The Whole Bilsky Familly                                 | 16 février 2019                    | 512        |
| 100    | 13   | La pièce secrète                                                      | La pièce secrète                                                      | Secret Room                                              | 23 février 2019                    | 513        |
| 101    | 14   | Mon dîner avec Bigfoot                                                | Mon dîner avec Bigfoot                                                | My Dinner with Bigfoot                                   | 2 mars 2019                        | 514        |
| 102    | 15   | Le fantôme de Charlotte                                               | Le fantôme de Charlotte                                               | Charlotte Gets Ghosted                                   | 16 mars 2019                       | 515        |
| 103    | 16   | Je rêve de Danger                                                     | Je rêve de Danger                                                     | I Dream of Danger                                        | 23 mars 2019                       | 516        |
| 104    | 17   | Des tunnels au "taupe"                                                | Des tunnels au "taupe"                                                | Holey Moley                                              | 15 juin 2019                       | 517        |
| 105    | 18   | Un peu, beaucoup, virtuellement                                       | Un peu, beaucoup, virtuellement                                       | Love Bytes                                               | 22 juin 2019                       | 518        |
| 106    | 19   | Zéro zéro Kid                                                         | Zéro zéro Kid                                                         | Double- O Danger                                         | 29 juin 2019                       | 519        |
| 107    | 20   | Le fauteuil massant                                                   | Le fauteuil massant                                                   | Massage Chair                                            | 13 juillet 2019                    | 520        |
| 108109 | 2122 | Henry Danger: La Comédie Musicale                                     | Henry Danger: La Comédie Musicale                                     | Henry Danger: The Musical                                | 27 juillet 2019                    | 521522     |
| 110111 | 2324 | La tornade Piper                                                      | La tornade Piper                                                      | Sister Twister                                           | 21 septembre 201928 septembre 2019 | 524525     |
| 112    | 25   | Le conte des deux Piper                                               | Le conte des deux Piper                                               | A Tale of two piper                                      | 5 octobre 2019                     | 523        |
| 113    | 26   | Le raconteur                                                          | Le raconteur                                                          | Story Tank                                               | 12 octobre 2019                    | 528        |
| 114    | 27   | Captain M'man                                                         | Captain M'man                                                         | Captain Mom                                              | 2 novembre 2019                    | 526        |
| 115    | 28   | Brad le visible                                                       | Brad le visible                                                       | Visible Brad                                             | 9 novembre 2019                    | 527        |
| 116    | 29   | Le mur EnvyGram                                                       | Le mur EnvyGram                                                       | EnvyGram Wall                                            | 16 novembre 2019                   | 530        |
| 117    | 30   | Sa-pain dans les dents                                                | Sa-pain dans les dents                                                | Holiday Punch                                            | 30 novembre 2019                   | 529        |
| 118    | 31   | Monsieur Sympa                                                        | Monsieur Sympa                                                        | Mr. Nice Guy                                             | 11 janvier 2020                    | 531        |
| 119    | 32   | La Botte Théranos                                                     | La Botte Théranos                                                     | Theranos Boot                                            | 18 janvier 2020                    | 532        |
| 120    | 33   | Adopte un méchant                                                     | Adopte un méchant                                                     | Rumblr                                                   | 25 janvier 2020                    | 533        |
| 121    | 34   | La Miam Cave                                                          | La Miam Cave                                                          | Cave the Date                                            | 1er février 2020                   | 534        |
| 122    | 35   | Escape Game                                                           | Escape Game                                                           | Escape Room                                              | 8 février 2020                     | 536        |
| 123    | 36   | Sans téléphone fixe                                                   | Sans téléphone fixe                                                   | Game of Phones                                           | 15 février 2020                    | 535        |
| 124    | 37   | Souvenirs, souvenirs                                                  | Souvenirs, souvenirs                                                  | Remember the Crime                                       | 22 février 2020                    | 541        |
| 125    | 38   | Le début de la fin                                                    | Le début de la fin                                                    | The Beginning of the End                                 | 29 février 2020                    | 537        |
| 126    | 39   | Captain Drex                                                          | Captain Drex                                                          | Captain Drex                                             | 7 mars 2020                        | 538        |
| 127128 | 4041 | La Fin du Danger                                                      | La Fin du Danger                                                      | The Fate of Danger                                       | 14 mars 202021 mars 2020           | 539540     |